# Forsthaus Johannesthal
Forsthaus Johannesthal, auch Wietschenort genannt, ist eine Wüstung im Gebiet der Woiwodschaft Westpommern in Polen.
Die Wüstung liegt in Hinterpommern, etwa 80 Kilometer nordöstlich von Stettin und etwa 30 Kilometer südlich von Kołobrzeg (Kolberg). Die Wüstung liegt nördlich des Schwarzbaches, auch Molstow genannt.
Johannesthal war ursprünglich ein Vorwerk des Rittergutes Petershagen. In Ludwig Wilhelm Brüggemanns Beschreibung des Herzogtums Vor- und Hinterpommern (1784) ist es bei Petershagen nur kurz als „Johannisthal“ erwähnt. In der zweiten Hälfte des 19. Jahrhunderts wurde Johannesthal gelegentlich auch Wietschenort genannt, nach einem unweit gelegenen, aufgegebenen Vorwerk namens Wietschenort.
Im 19. Jahrhundert wurde Johannesthal (Wietschenort) von den Besitzern des Rittergutes Petershagen verpachtet. In politischer Hinsicht bildete es zeitweise (nachgewiesen für 1864) einen eigenen Gutsbezirk Petershagen-Wietschenort. Der Gutsbezirk Petershagen-Wietschenort umfasste eine Fläche von 271 Hektar und zählte 9 Einwohner in 1 Haushalt.
Im Rahmen der Aufteilung des Rittergutes Petershagen wurde Johannesthal im Jahre 1905 an den Berliner Unternehmer Robert Stock verkauft, der die Flächen aufforsten ließ. Stock kaufte gleichzeitig weitere Flächen in der Gegend, die zu einem neuen Forstgutsbezirk Sophienwalde zusammengefasst wurden. In Johannesthal wurde zunächst ein Forsthaus eingerichtet, das aber bald aufgegeben wurde.
Seitdem liegt Johannesthal wüst. Die Wüstung liegt heute im Gebiet der polnischen Gmina Rymań (Landgemeinde Roman).